# Boerne
Boerne [ˈbɜːrni] är administrativ huvudort i Kendall County i Texas. Orten har fått sitt namn efter författaren Ludwig Börne. Enligt 2020 års folkräkning hade Boerne 17 850 invånare.